# Salomona megacephala
Salomona megacephala är en insektsart som först beskrevs av Wilhem de Haan 1842.  Salomona megacephala ingår i släktet Salomona och familjen vårtbitare.

## Underarter
Arten delas in i följande underarter:
- S. m. megacephala
- S. m. subglabra